# Gabrielle (sång)
Gabrielle är en sång av bandet Hootenanny Singers från 1964. Låten skrevs av  Stikkan Anderson, Bengt Thomas, Lev Osjanin och Arkadij Ostrovskij. Låten finns bland annat med på albumet The Northern Lights - Gabrielle från 1967.
Låten bygger på den ryska sången 'пусть всегда будет солнце' (sv. 'låt det alltid vara solsken')  från 1962 som sjöngs av Tamara Miansarova.
Gabrielle blev en stor hit och spelades in på ett flertal språk förutom svenska, bland annat finska, tyska, holländska och engelska.
Den svenska texten handlar om en sjöman som ska ge sig ut på sjön, han ber sin käraste att inte gråta mer utan att förbereda sig för hans hemkomst.